# Ленинградский судебный процесс над немецкими военными преступниками
Ленингра́дский суде́бный проце́сс над неме́цкими вое́нными престу́пниками — один из послевоенных советских открытых судов в отношении иностранных военнослужащих, обвиняемых в совершении военных преступлений в период Второй мировой войны. Перед судом предстали 11 германских военнослужащих во главе с Генрихом Ремлингером. Их обвиняли в военных преступлениях, совершенных на территории Ленинградской области (в довоенных границах). Процесс проходил в конце декабря 1945 года - начале января 1946 года в Ленинграде в Выборгском доме культуры и широко освещался в советских СМИ. По итогам судебного разбирательства все подсудимые были признаны виновными и осуждены. Восемь подсудимых во главе с Ремлингером были публично повешены в Ленинграде, трое подсудимых получили каторжные работы.

## Название процесса
В документах следствия дело названо: «Дело № 37-д с документами о злодеяниях бывших военнослужащих германской армии Ремлингера, Штрафинга и др. в Ленинградской и Псковской областях, в период их временной оккупации немцами». В «Смене» (от 3 января 1946 года) процесс назван «Судебный процесс по делу о немецко-фашистских зверствах в Ленинградской области». В научной исторической литературе используется название «Ленинградский судебный процесс над немецкими военными преступниками».

## Подготовка процесса

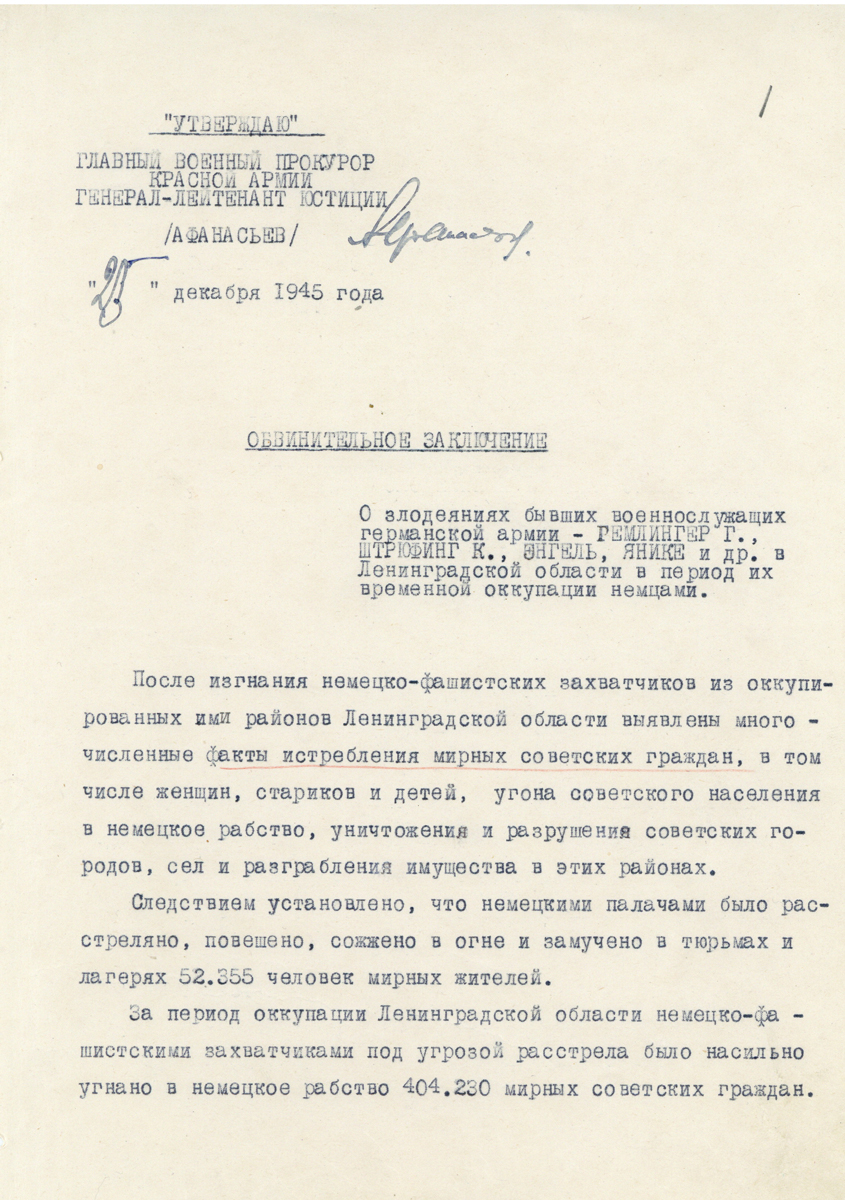
Подпись главного военного прокурора Красной армии Николая Афанасьева на обвинительном заключении

Постановление ЦК ВКП(б) от 21 ноября 1945 года «О проведении судебных процессов над бывшими военно-служащими германской армии и немецких карательных органов» предписывало НКВД, НКГБ, Главному управлению СМЕРШ и Прокуратуре СССР закончить следствие за три недели — «не позже 15 декабря 1945 года».
Из Москвы в Ленинград была командирована группа из четырёх оперативных работников НКВД, НКГБ и Главного управления СМЕРШ во главе с генерал-майором Прошиным, которым удалось найти в лагерях немецких военнопленных нескольких подозреваемых.
Обвинительное заключение было подписано 25 декабря 1945 года военным прокурором Ленинградского военного округа генерал-майором Петровским и в тот же день утверждено главным военным прокурором Красной армии Николаем Афанасьевым.

## Состав суда
Согласно приговору, состав суда был следующий:
- Председатель — подполковник юстиции Комлев;
- Члены суда — подполковник юстиции Петров и майор юстиции Антонюк;
- Секретарь — майор юстиции Проскуряков

## Подсудимые Ленинградского процесса

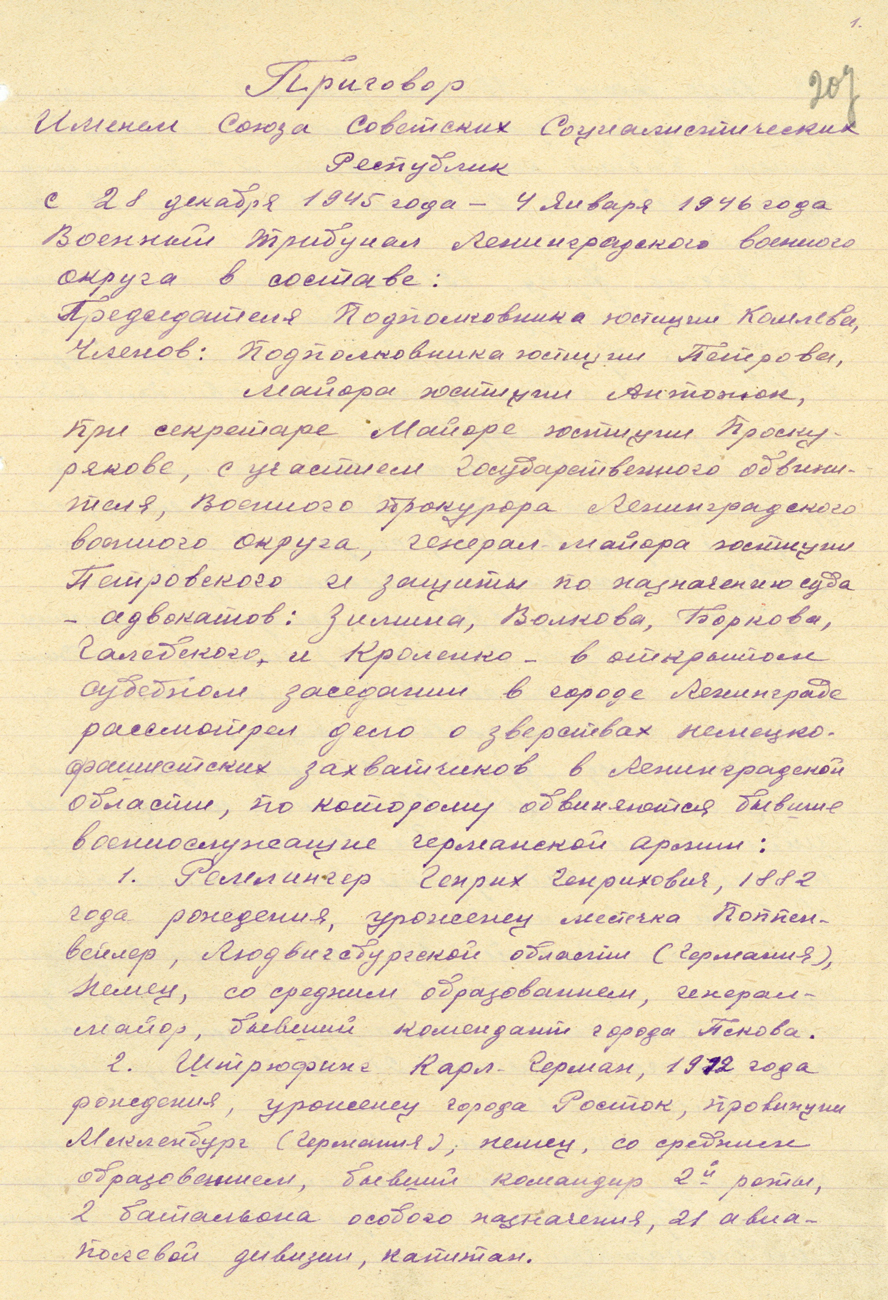
Первая страница приговора с данными подсудимых Ремлингера и Штрюфинга

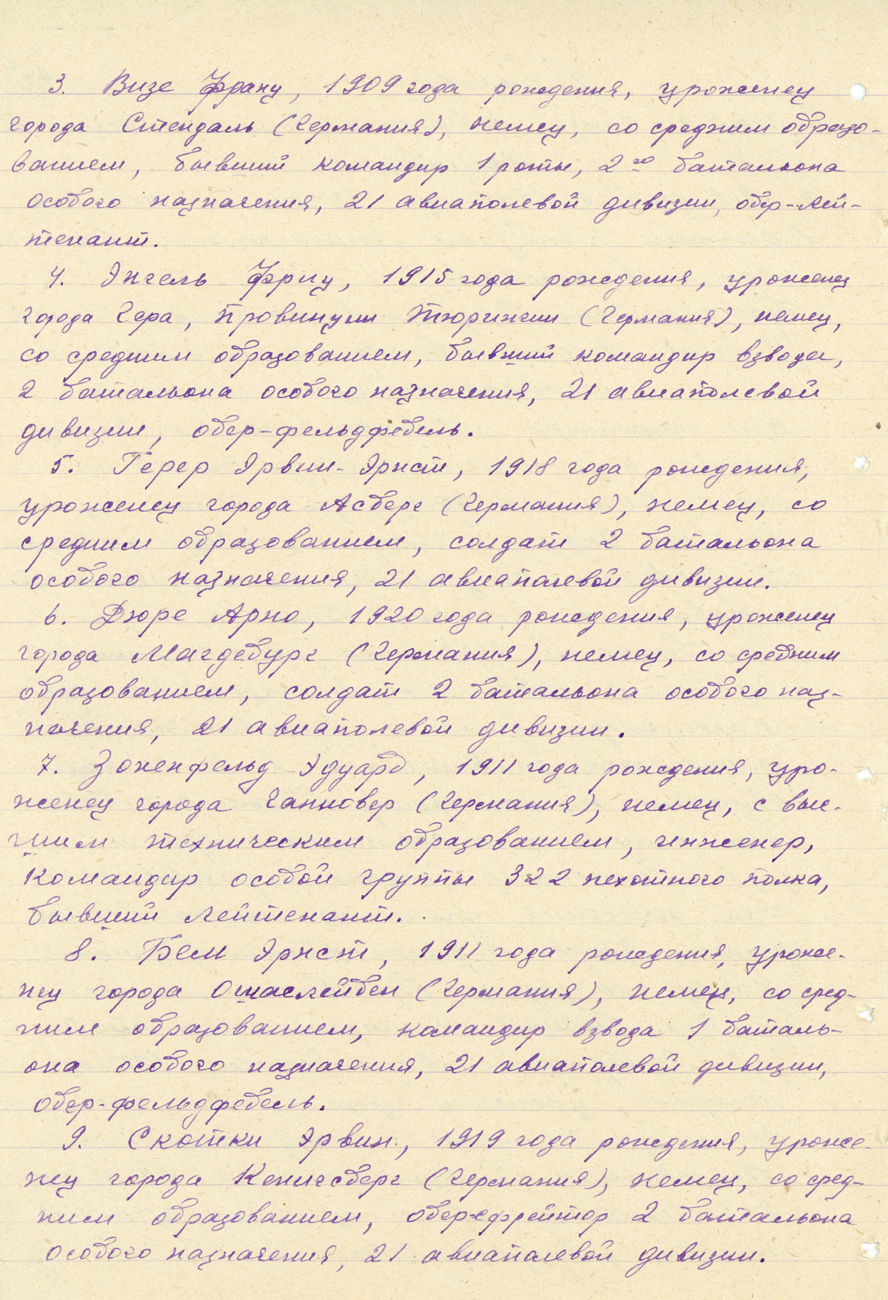
Вторая страница приговора с данными подсудимых Визе, Энгеля, Герера, Дюре, Зоненфельда, Бема и Скотки

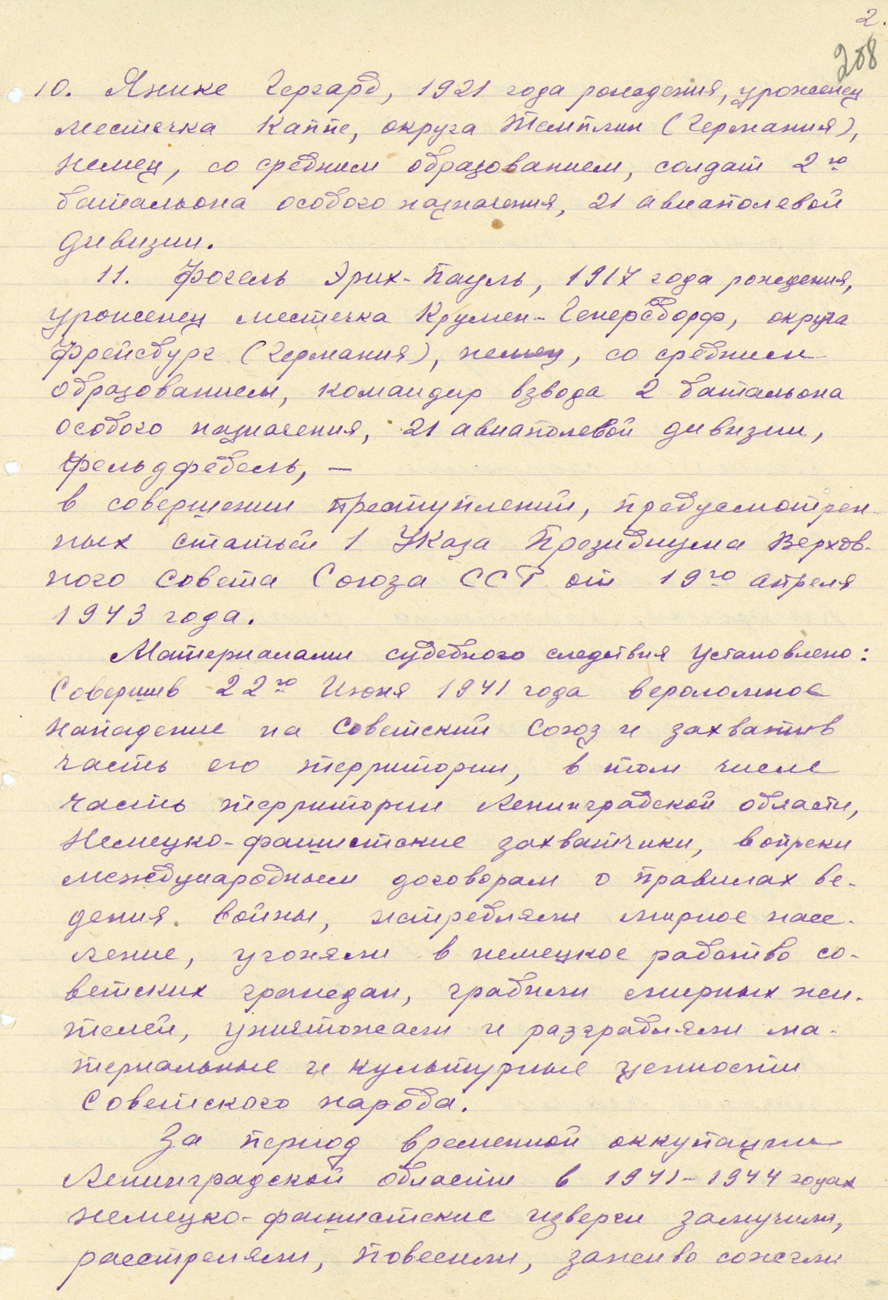
Третья страница приговора с данными подсудимых Янике и Фогеля

На Ленинградском процессе обвиняемыми были генерал-майор Генрих Ремлингер (в приговоре указан  как «Генрих Генрихович» Ремлингер, «бывший комендант города Пскова») и 10 его подчиненных:
- Капитан Карл-Герман Штрюфинг, 1912 года рождения;
- Обер-лейтенант Франц Визе, 1909 года рождения;
- Лейтенант Эдуард Зоненфельд, 1911 года рождения;
- Обер-фельдфебель Эрнст Бем, 1911 года рождения;
- Обер-фельдфебель Фриц Энгель, 1915 года рождения;
- Обер-ефрейтор Эрвин Скотки, 1919 года рождения;
- Солдат Гергард Янике, 1921 года рождения;
- Солдат Эрвин Эрнст Герер, 1918 года рождения;
- Фельдфебель Эрих-Пауль Фогель, 1917 года рождения;
- Солдат Арно Дюре, 1920 года рождения.

Э. Бем, Ф. Энгель, Э. Зоненфельд, Э. Скотки, Г. Янике, Э. Герер, Э. Фогель и А. Дюре служили в первом и втором батальонах «особого назначения» 21-й авиаполевой дивизии.
Батальоны особого назначения формировались из солдат, приговоренных к тюремному заключению за незначительные преступления. Согласно показаниям Эрнста Бема (командир взвода 1-го батальона особого назначения) в 1942 года и в первой половине 1943 года эти батальоны воевали на фронте. Единственным отличием батальонов особого назначения было то, что вместо погибших в батальоны особого назначения прибывали заключенные.
В конце 1943 года обязанности батальонов особого назначения изменились.
В связи с отступлением вермахта батальоны особого назначения стали действовать на оставляемой территории. С осени 1943 года батальоны особого назначения опустошали целые районы Ленинградской области. Батальоны особого назначения устраивали временные базы в небольших населенных пунктах, откуда совершали рейды, разрушая населенные пункты по обеим сторонам от дорог. Основная часть таких рейдов была проведена в период с декабря 1943 года по март 1944 года. Батальон, где служил Бем, с февраля 1944 года сжигал на оставляемой территории населенные пункты и принудительно вывозил население в тыловые районы.
Подсудимые попали в особый батальон из военной тюрьмы Торгау, которую в 1936—1943 годах возглавлял Ремлингер. Поэтому обвинение и советские СМИ описывали подсудимых как учеников Ремлингера. Так, ТАСС 30 декабря 1945 года сообщало:

Шесть лет Ремлингер воспитывал попадавших к нему людей… Вот они, его выученики, сидящие перед Трибуналом на одной с Ремлингером скамье подсудимых. Это — Янике, убийца более трехсот русских детей, женщин, стариков, поджигатель, грабитель и садист, заживо сжигавший ни в чем не повинных мирных людей. Это — Скотки, взрывавший землянки с русскими семьями, сжигавший деревню за деревней. Это — Зоненфельд, инженер по образованию, добровольно ставший агентом гестапо и затем руководителем карательных налетов на псковские и лужские деревни
Путь попадания в особый батальон и деятельность в нем у подсудимого Г. Янике были таковы. Г. Янике родился в крестьянской семье в Бранденбурге, рос без отца, учился до 8 класса в школе, а затем работал на ферме деда и учился на машиниста. В сентябре 1941 года был призван в армию и служил в Берлине в полку военной пропаганды. В феврале 1942 года Янике за кражу сигарет был приговорен к 4,5 месяцам заключения, отбыл срок в тюрьме Торгау, вернулся на службу в Берлин, но в октябре 1942 года был отправлен на фронт. С октября 1942 года по март 1943 года Янике (он прибыл в Старую Руссу) воевал на советско-германском фронте в батальоне специального назначения. В марте 1943 года Янике обнаружили спящим на посту и приговорили к четырем годам лишения свободы. Он отсидел 6 недель в военной тюрьме в Риге. После этого Янике отправили в штрафной батальон, где он в районе Чудово строил немецкие укрепления до июня 1943 года. Ночью около села Грузино Янике попал в советский плен и оказался в лагере для военнопленных в Ленинграде. Из лагеря Янике в августе 1943 года бежал на финскую территорию, где был задержан финскими властями, через Норвегию отправлен в Германию, где 8 дней допрашивался в фильтрационном лагере, а затем провел трехнедельный отпуск у бабушки. В октябре 1943 года Янике вернулся в свой прежний батальон на советско-германском фронте. Военнослужащим штрафных батальонов было предложено за смягчение приговоров принять участие в особо опасных экспедициях против партизан. 1 ноября 1943 года 120 солдат-добровольцев (включая Янике) отправились в Лугу — две недели учиться антипартизанской борьбе. Затем рота, где служил Янике, была переброшена на охрану железнодорожной линии Луга — Псков. Там она должна была не только охранять дорогу, но и уничтожать селения в районе действий советских партизан. 10 декабря 1943 года отряд, где служил Янике, получил приказ сжигать деревни, где укрывались партизаны, вывозить все трудоспособное население, а оставшихся жителей уничтожать «при малейшем происшествии на железной дороге».
24 декабря 1943 года взвод, где служил Янике и ещё два подразделения из Плюссы совершили рейд на деревню близ села Николаево, где располагались партизаны. В результате рейда в деревне было убито около 240 человек (включая 60 стариков и детей), а ещё 30 человек увезены в Плюссу, а затем в Псков. 31 декабря 1943 года все три отряда совершили новый рейд, в ходе которого были сожжены село Новые Ляды, деревни Утиново и Парузино, а жители (200—250 человек) расстреляны. Также были уничтожены лесные землянки, где укрывались более 200 крестьян (все они были убиты). В январе — феврале 1944 года Янике участвовал в карательных операциях к югу от Пскова, в ходе которых погибло несколько сот человек (Янике говорил, что убивали каждого встреченного человека). В конце февраля 1944 года в районе деревни Углы Янике и трое его сослуживцев отстали от отряда. Позднее в Пскове Янике заболел, но к 15 июня 1944 года вернулся на службу в отряд особого назначения. В июле 1944 года Янике вновь попал в советский плен.
В дальнейшем Янике допрашивался на предварительном следствии, готовившем материалы для Рижского процесса. В обвинительном заключении по Рижскому процессу, составленному 23 января 1946 года, приводились в качестве доказательств виновности подсудимого Вертера следующие показания Янике:

322 пехотный полк и ударная рота, выделенная из состава 4 штрафного батальона, на основании приказа Вертер, являвшегося комендантом округа Плюсса — Струги Красные, сожгли следующие населенные пункты: Уторгош, Сербино, Детково, Заяние, Милютино, Селище и др., названия которых я не помню.
Я лично принимал участие в сжигании 25 — 30 населенных пунктов, причем в Уторгоше было расстреляно около 150—170 человек, взятых в плен русских партизан и мирных жителей, в большинстве женщин, стариков и детей школьного возраста.

В деревне Милютино было расстреляно 102 человека, в том числе было много женщин, детей и стариков, вовсе не имевших оружия. Я лично расстрелял 16 человек, это были мужчины и подростки…

## Предъявленные обвинения и защита подсудимых

Допрос подсудимого Эрнста Бема

Главным государственным обвинителем был генерал-майор юстиции Ф. Л. Петровский. Он в своей речи проводил параллель между Нюрнбергским и Ленинградским процессами:

Проходящий в Нюрнберге процесс главных военных преступников раскрыл перед всем миром, что злодейские планы вероломного и внезапного нападения на нашу Родину, разграбления её богатств, истребления и порабощения советских людей долго и тщательно разрабатывались гитлеровскими людоедами. Авторы этих планов — главари фашистской банды — держат ответ за свои преступления перед Международным Военным Трибуналом. Здесь, в Ленинграде, на скамье подсудимых сидят исполнители варварских планов, те, кто исполнял их.
Аналогичная схема использовалась государственным обвинителем Л. Н. Смирновым на Смоленском процессе. проходившим в декабре 1945 года, то есть одновременно с Ленинградским процессом.
Всех обвиняемых судили за преступления, совершенные на территории Ленинградской области (в довоенных границах), то есть включавшей современные Новгородскую и Псковскую области.
Ремлингеру вменялось в вину дача указаний о карательных экспедициях (их жертвами стали тысячи советских граждан — в основном женщины, старики и дети), об угоне на принудительные работы 25 000 человек и сожжении 145 деревень. К. Штрюфинг и Ф. Визе отдавали приказы о расстрелах. Э. Бем, Ф. Энгель, Э. Зоненфельд, Э. Скотки, Г. Янике, Э. Герер, Э. Фогель и А. Дюре исполняли приказы о расстрелах (каждый исполнитель лично убил от 11 до 350 человек). Кроме того, в обвинительном заключении указывалось на разрушение памятников культуры в пригородах Ленинграда, Пскове и Новгороде.

### Правовая квалификация деяний подсудимых

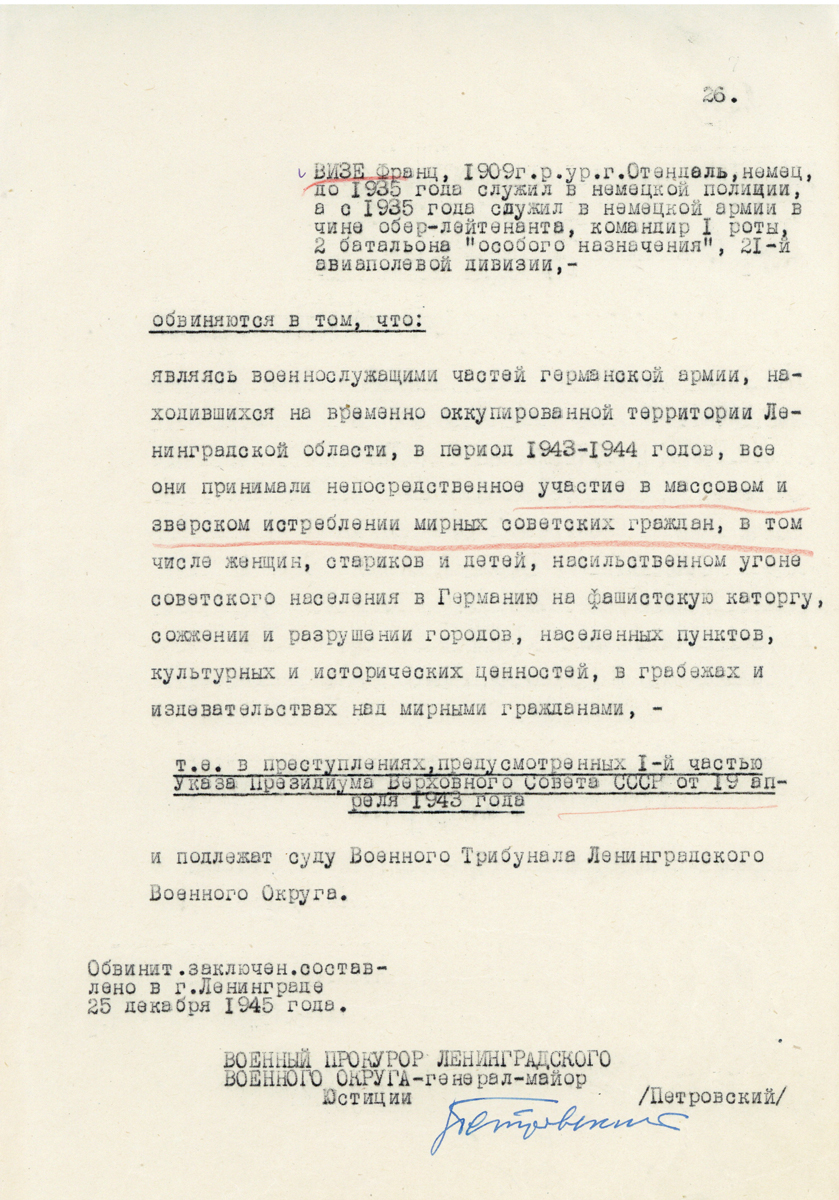
Обвинительное заключение в отношении подсудимых Ленинградского судебного процесса. Указана квалификация их действий по указу Президиума Верховного совета СССР от 19 апреля 1943 года

Всех обвиняемых судили по указу Президиума Верховного совета СССР от 19 апреля 1943 года.

### Доказательства обвинения
На Ленинградском процессе (как и на Минском процессе) по ходатайству государственного обвинения показали документальный фильм о преступлениях гитлеровцев в Ленинградской области. По состоянию на 2020 год фильм не обнаружен и историкам неизвестно ничего об обстоятельствах его создания. Описание фильма дало ТАСС в сообщении о судебном заседании 2 января 1946 года:

Кадры, заснятые кинооператором Ленинградского фронта, начиная с 1941 года, документально подтверждают чудовищные преступления немецко-фашистских злодеев в ленинградской земле. На экране возникают руины Пскова, Новгорода, Луги, Гатчины, Гдова, десятков других городов, тысячи сёл, сметённых немцами с лица земли… Кинооператоры, проникающие в тыл врага, засняли пылающие сёла, подожжённые немцами. Жители их, женщины, дети, старики, лишённые крова, уходят в леса, селятся в землянках. Фильм воспроизводит десятки приказов немецкого командования, издававшихся в оккупированных районах. Каждый из приказов неизменно заканчивается словами — «подлежит расстрелу». Под одним из этих приказов размашистая подпись — Ремлингер. Ещё одна неопровержимая улика против фашистского карателя, сидящего на скамье подсудимых. Фильм заканчивается короткими цифрами: на территории Ленинградской, Новгородской и Псковской областей немцы расстреляли, сожгли, замучили, повесили больше 67 тысяч мирных граждан

### Свидетели обвинения и эксперты
На процессе были допрошены свидетели обвинения (вызваны судом по ходатайству государственного обвинителя).
Начальник специальной проектно-реставрационной мастерской Комитета по делам архитектуры при Совнаркоме СССР Николай Давыдов рассказал следствию о разрушениях, причиненных за время оккупации памятникам архитектуры.
Судебно-медицинский эксперт Ленинградского военного округа А. П. Владимирский описал места захоронения жертв (в том числе жертв Холокоста):

По свидетельским показаниям, собранным в районе Моглино-первое около Пскова, где-то там, в районе Пскова, в тысяча девятьсот сорок первом году все в лагере были уничтожены и туда же были доставлены евреи, вывезенные из Пскова. Мы стали проверять эти показания, долго искали, чтобы найти вещественные доказательства. Около Моглино — первое, на площади, засеянной рожью, мы нашли десять ям-могил, заполненных трупами: дети, женщины, мужчины. Так как их убили в начале войны, то немцы ещё не раздевали людей перед уничтожением — ещё не скрывали тогда следов своих преступлений. Многое нам удалось установить по бусам, амулетам и другим предметам, определявшим национальность уничтоженных людей. Затем немцы заровняли землю, превратили в поле, засеяли…
Дал показания отец Павел (Тарасов), настоятель Николо-Богоявленского собора.
Коллаборационист Н. И. Сердюк (сотрудник немецкой комендатуры в Крестах) выступал против Ремлингера и рассказывал о нечеловеческих условиях содержания в лагере в Крестах.

### Линия защиты и адвокаты подсудимых
Все подсудимые (кроме Ремлингера и Визе) признали вину. По состоянию на 2020 года историками не оспаривались показания подсудимых (кроме показаний Арно Дюре о Катынском расстреле). Подсудимым были предоставлены советские адвокаты: Зимин, Волков, Борков, Галевский и Кроленко. Ремлингера защищал Зимин.
Адвокаты основывали линию защиты на том, что их подзащитные были простыми исполнителями приказов. Признавшие вину подсудимые Бем, Энгель, Скотки, Штрюфинг, Янике, Герер и Фогель просили суд о снисхождении.

## Зал Ленинградского процесса
Ленинградский процесс проходил в Выборгском доме культуры и собирал около 2 тысяч зрителей из Ленинграда, Пскова и Новгорода (вход был по пропускам). На сцене дома культуры расположился трибунал Ленинградского военного округа и установили барельефный макет Кремля, большую статую Сталина на постаменте и экран для показа документального фильма. Перед началом заседаний открывался занавес.

## Международная тематика на Ленинградском процессе
В рамках Ленинградского процесса на допросах подсудимых советское обвинение коснулось двух международных вопросов — расстрелов будапештских евреев и расстрела в Катыни. Подсудимым оба эпизода в вину (согласно обвинительному заключению) не вменялись. Однако советская сторона использовала Ленинградский процесс, чтобы продемонстрировать, что к катынскому расстрелу причастны гитлеровцы. Для этого один из подсудимых — Арно Дюре — дал ложные показания о своем участии в расстреле в Катыни. За это Дюре вместо смертной казни получил лагерный срок, но после репатриации в Германию отказался от своих показаний.

### Ленинградский процесс и Холокост в Венгрии
Убийства евреев (как в СССР, так и за его пределами) подсудимым в вину формально не вменялись. Однако Ремлингер в период с апреля 1944 года по февраль 1945 года был военным комендантом Будапешта. На процессе прокурор спросил Ремлингера об его участии в убийствах венгерских евреев:

— Кого там расстреливали?
— Никого не расстреливали.
— Евреев, наверное?
— Ни одного еврея. Наоборот, большому количеству евреев я спас жизнь, вы этому не поверите.
— Кто их расстреливал?

— Те, кто всегда этим занимался, СС, гестапо и другие. Я ничего общего не имел с ними и, когда имел возможность, спасал евреев
Следствие не стало выяснять в Венгрии об участии Ремлингера в убийствах венгерских евреев и в обвинительное заключение этот эпизод включен не был.

### Ленинградский процесс и Катынский расстрел

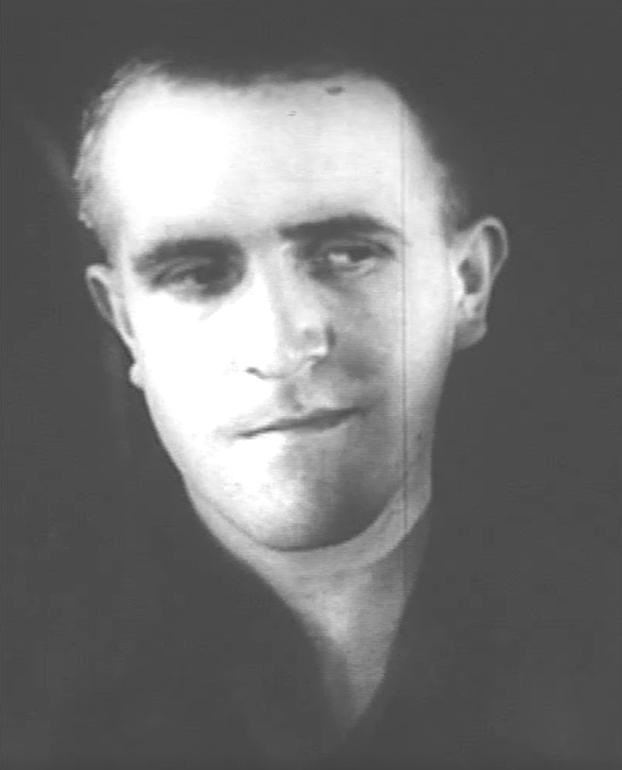
Арно Дюре улыбается. Кадр из документального фильма «Приговор народа», 1946 год

Подсудимого Арно Дюре советская сторона готовила для Нюрнбергского процесса. Дюре показал на Ленинградском процессе, что был направлен немецкими властями на исправительные работы в Катынский лес. В показаниях Дюре были некоторые странные подробности:
- Катынский лес находится в Польше;
- Глубина рва составляла 15-20 метров;
- Стенки рва Дюре укреплял для прочности ветками деревьев.

Краткий текст показаний Дюре был опубликован 3 января 1946 года советской стороной в газете «Die Tägliche Rundschau» (издавалась РККА для немецкого населения в советской зоне оккупации Германии).
«Нью-Йорк Таймс» 31 декабря 1945 года опубликовала изложение показаний Дюре:

Сегодня вечером ТАСС сообщил, что немецкий офицер из числа подсудимых Ленинградского процесса по обвинению в «кошмарных преступлениях» во время войны признал вину нацистов в Катынском расстреле в Смоленской области, где было обнаружено массовое захоронение около 10 000 человек. Ранее немцы утверждали, что поляки были убиты советской политической полицией и захоронены в Катыни в 1939 году. Подробно описывая, как отступавшие немецкие войска убивали русских женщин, детей и стариков, офицер по фамилии Дюре заявил, что в Катынском лесу было расстреляно и захоронено от 15 000 до 20 000 человек, включая польских офицеров и евреев.

В апреле 1943 г. немецкое новостное агентство утверждало, что немцы обнаружили катынские захоронения и обвинили в этом чудовищном злодеянии русских. Четыре дня спустя польское правительство в Лондоне объявило, что обратилось в Международный Красный Крест с просьбой направить делегацию для расследования на месте. 25 апреля 1945 года Москва официально разорвала отношения с правительством Польши в изгнании
Дюре неоднократно улыбался на Ленинградском процессе (во время допроса, приговора и последнего слова). В итоге Дюре не был направлен на Нюрнбергский процесс>. Тема Катынских событий не была отражена в документальном фильме «Приговор народа». В 1954 году Дюре вернулся в ФРГ и отказался от своих показаний о Катынском расстреле, заявив, что его заставили это сказать.

## Приговор и его исполнение

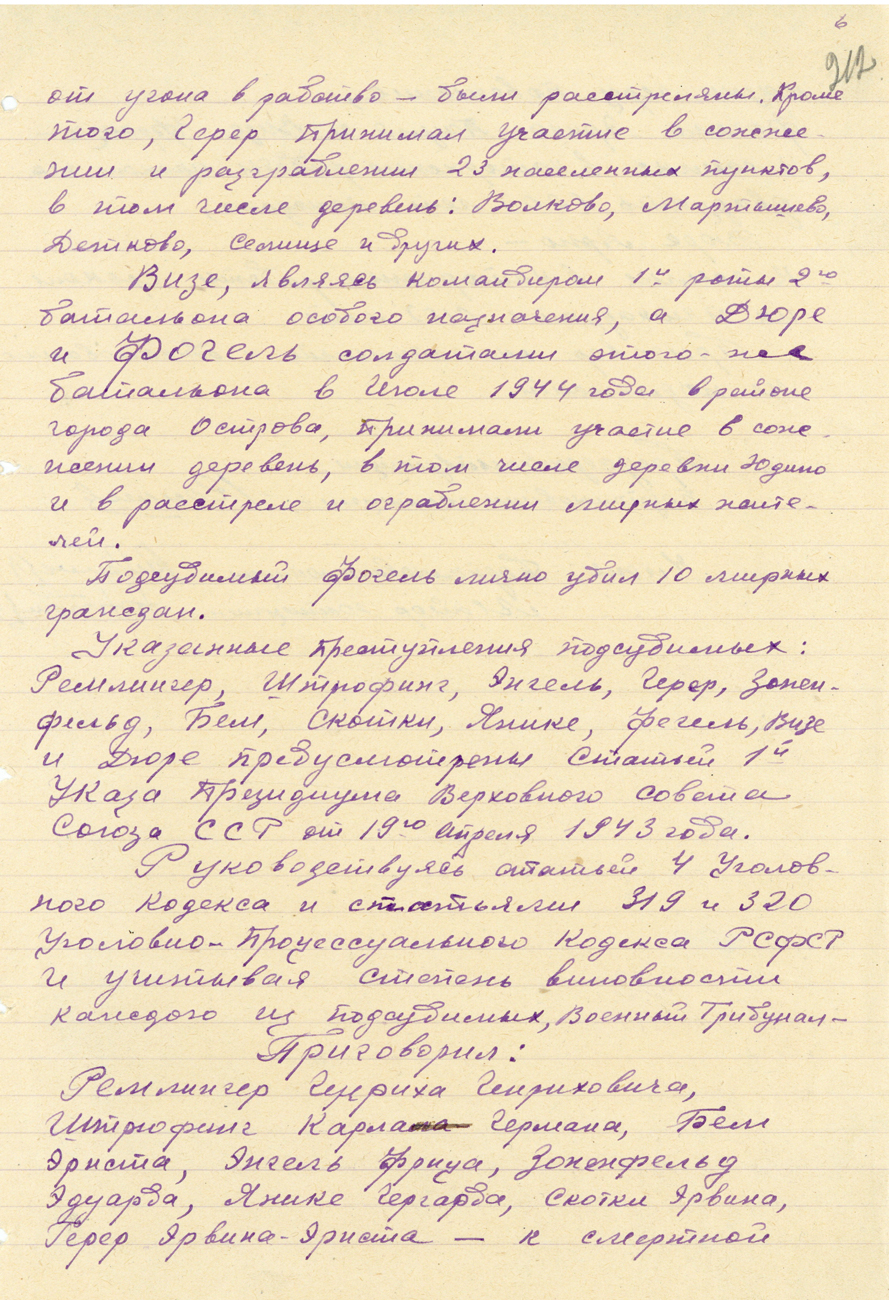
Меры наказания подсудимым Ленинградского судебного процесса, предпоследняя страница приговора

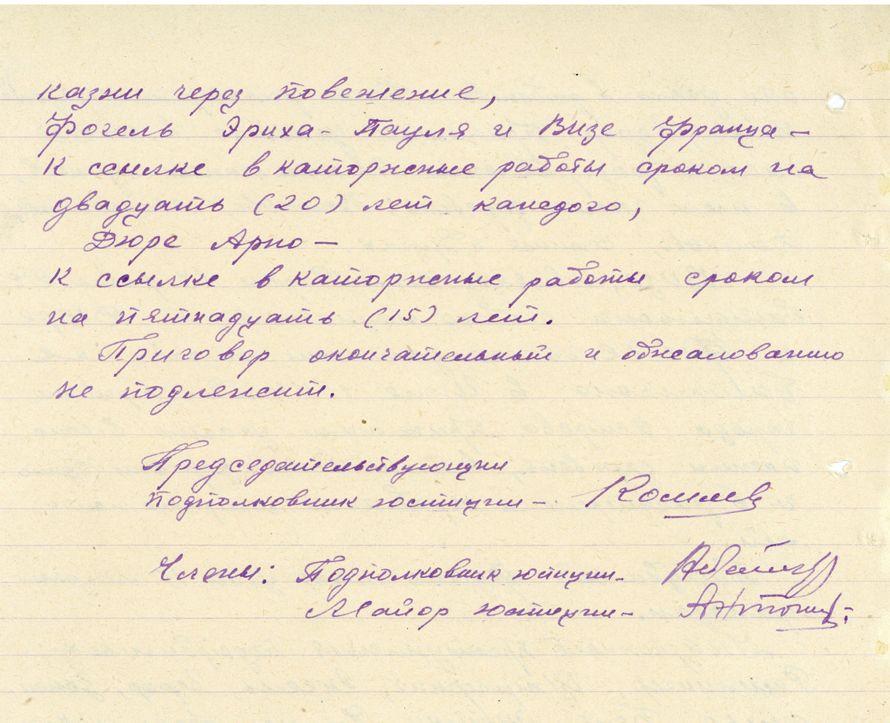
Меры наказания подсудимым Ленинградского процесса (последняя страница приговора)

3 января 1946 года в письме В. М. Молотову народный комиссар внутренних дел СССР С. Н. Круглов, народный комиссар юстиции СССР Н. М. Рычков и народный комиссар государственной безопасности СССР В. Н. Меркулов пересказали обвинительное заключение и предложили меры наказания для подсудимых:

Учитывая степень виновности каждого из подсудимых, считаем необходимым приговорить подсудимых Ремлингер, Штрюфинг, Зонненфельд, Беем, Энгель, Янике Скотки, Герер — к смертной казни через повешение; подсудимых Фогель, Дюре и Визе — к каторжным работам. Просим Ваших указаний.
Молотов утвердил эти предложения. Тем не менее, прокурор просил приговорить к повешению всех подсудимых. В итоге к смертной казни были приговорены восемь подсудимых (включая Ремлингера), а трое получили каторжные работы (Фогель и Визе по 20 лет, а Дюре — 15 лет).
Признание вины не повлияло на приговор. Если Фогель вину признал и просил о снисхождении, то Визе вину не признавал. В целом семь из восьми приговоренных к виселице вину признали (шесть из них также просили суд о снисхождении).
В приговоре было сказано, что он не может быть обжалован:

Приговор окончательный и обжалованию не подлежит
Восемь осужденных Ленинградского процесса повесили публично в Ленинграде на площади Калинина. На казнь пришло посмотреть немало местных жителей (в том числе детей). «Ленинградская правда» сообщала 4 января 1946 года о казни следующее:

Они избежали на фронте справедливой пули советского солдата. Теперь им предстояло испытать прочность русской верёвки. На крепкой перекладине повисли вчера в Ленинграде восемь военных преступников. В последние минуты они снова встретились с ненавидящими глазами народа. Они снова услышали свист и проклятья, провожавшие их на позорную смерть. Тронулись машины. Последняя точка опоры ушла из-под ног осуждённых. Приговор был приведён в исполнение

## Освещение процесса в СМИ
Постановление Политбюро ЦК ВКП(б) «О проведении судебных процессов над бывшими военнослужащими германской армии и немецких карательных органов» предписывало: «Ход судебных процессов систематически освещать в местной печати и кратко освещать в центральной прессе». Согласно дневнику Павла Лукницкого журналисты имели доступ к материалам предварительного следствия и могли опрашивать членов трибунала.
Ленинградский процесс освещался в следующих СМИ:
- Общесоюзных — ТАСС, «Известия», «Московское радио»;
- Местных советских газетах — «Ленинградская правда», «Новгородская правда», «Псковская правда», «Смена», «Вечерний Ленинград» и другие;
- Зарубежных СМИ — «Нью-Йорк Таймс» опубликовала три новости (начало суда, Катынский расстрел и приговор), «Die Tägliche Rundschau».

В советских газетах были опубликованы 4 фотографии с процесса (суд, подсудимые и зрители) и карикатуры на каждого из подсудимых.
В советских газетах при освещении Ленинградского процесса подчеркивались следующие моменты:
- Связь Нюрнбергского и Ленинградского процессов;
- Параллель между главными обвиняемыми обоих процессов — Германом Герингом и Генрихом Ремлингером;
- Советские суды над германскими военнослужащие — результат скоординированного решения СССР, США и Великобритании.

В советских публикациях о Ленинградском процессе почти не упоминался Сталин, но часто назывались Красная армия и советский народ.
Очень часто советские журналисты давали отрицательные характеристики личности подсудимых. Так ленинградские журналисты В. Карп и А. Рискин в своей статье высказывали сомнения в том, что подсудимые являются людьми:

Впрочем, люди ли это? Ленинградские металлисты, строители, швеи, учёные, сидящие в зале, пристально вглядываются в подсудимых, и один вопрос возникает у многих, как могло сохраниться у этих чудовищ из тёмных и зловонных фашистских дебрей подобие человеческих голов и человеческих рук
Негативно описывали советские журналисты также отдельных подсудимых, например Скотки, которого Карп и Рискин характеризовали следующим образом:

Шёл допрос обвиняемого Скотки Эрвина. У барьера, отделявшего скамью подсудимых, стоял плюгавый, хлипкий немец с дегенеративным приплюснутым лицом недоношенного шимпанзе. Гнусавым голосом рассказывал он о массовых расстрелах, в которых принимал непосредственное, весьма активное участие
В. Карп и А. Рискин подчеркивали криминальное прошлое подсудимых:

Кто они, эти представители «высшей расы»? Карл Штрюфинг и Фриц Энкель — добровольцы немецкой армии, пошедшие на войну за грабежом да лёгкой наживой. Гергард Янике — вор, отбывавший каторгу. Достойно увенчает эту группу Арно Дюре — сутенёр, живший на содержании у проституток и грабивший их посетителей
Особое внимание уделялось в советских газетах Ремлингеру. Ему ленинградский журналист М. Ланской несколько статей. В статье «Из зала суда. Обер-палач» Ланской отмечал несколько моментов:
- Ремлингер не может считаться простым военнопленным;
- Ремлингер надеется, что ему удастся переложить ответственность на тех, кто отдавал ему приказы — «свалить всю вину на Гитлера, Геринга, Заукеля и выйти сухим из воды»;
- В Нюрнберге и в Ленинграде идет справедливый суд, люди не сомневаются в приговоре в отношении Геринга и Ремлингера и ждут «когда настигнет их заслуженная кара».

## Процесс в культуре
О процессе в 1946 году был снят документальный фильм «Приговор народа» (режиссёр Л. Киказ, оператор Е. Учитель, Ленинградская студия документальных фильмов), который посмотрели десятки тысяч зрителей.
Ленинградский судебный процесс упоминается в снятом в 2018 году в России документальном фильме «Без срока давности. Эшелоны смерти» (режиссёр Михаил Елкин, автор сценария — Александр Звягинцев) о преступлениях периода оккупации в Пскове.

## Доступ к материалам Ленинградского процесса
По состоянию на 2020 год исследователям доступны только два тома (№ 11 и № 12) с материалами следствия (показания обвиняемых Янике, Скотки, Зоненфельда и протоколы их опознания по фотографиям). Остальные материалы Ленинградского процесса (по состоянию на 2020 год) засекречены, хранятся в Центральном архиве ФСБ и не выдаются исследователям. По состоянию на 28 октября 2020 года Федеральное архивное агентство на сайте проекта «Преступления нацистов и их пособников против мирного населения СССР в годы Великой Отечественной войны 1941—1945 гг.» разместило обвинительное заключение и приговор Ленинградского судебного процесса.